# Calamagrostis effusiflora
Calamagrostis effusiflora là một loài thực vật có hoa trong họ Hòa thảo. Loài này được (Rendle) P.C.Kuo & S.L.Lu ex J.L.Yang mô tả khoa học đầu tiên năm 1988.